# 1992年イギリス労働党党首選挙
1992年イギリス労働党党首選挙（Labour Party leadership election of 1992）はイギリスの政党、労働党の党首を決定した選挙。1992年の総選挙における労働党の敗北と、それに伴うの前党首・ニール・キノックの辞任をうけて実施された。

## 党首選挙
党首選には、2人の候補者が立候補したが、かねてからジョン・スミスの圧倒的勝利が予想されていた。
党首選は、労働党が1981年以降採用しているシステムにのっとり、労働党の庶民院議員、欧州議会議員の票、労働党員の票を30%ずつ、労働党系列の3つの労働組合員の票を40%にふりわけた投票で行われた。7月18日に投票を実施。
| 候補者               | 労働組合票 | 党員票 | 議員票 | 総合  |
| -------------------- | ---------- | ------ | ------ | ----- |
| ジョン・スミス       | 38.5%      | 29.3%  | 23.2%  | 91.0% |
| ブライアン・グールド | 1.5%       | 0.7%   | 6.8%   | 9.0%  |

圧倒的得票により、ジョン・スミスが党首に選ばれた。彼はこの後2年間党首を務めるが、1994年に急死してしまう。

## 副党首選挙

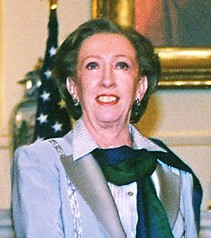
副党首に選ばれたマーガレット・ベケット。後にスミス党首の急死を受けて臨時党首に就任する。

党首選にあわせて、副党首選挙も実施された。党首選挙の大勢がスミスの圧勝に傾いていたため、衆目はむしろこの副党首選にそそがれた。党首選挙に敗れたグールドをはじめ、3人が立候補した。
なお、この副党首選挙には、のちの労働党党首・トニー・ブレアも出馬を模索していた。彼に出馬を勧めたのは、ブレア側近で、モダナイザーと呼ばれる党改革派のピーター・マンデルソンやハリエット・ハーマンで、そこには、スミスでは党改革に生ぬるいだろうから、ブレアが副党首として改革を強力に進めるべきとの意図があった。しかし、ブレアの後見役であるロイ・ハタズリーは、ブレアの将来を考えた上で、彼を党ナンバー２の位置に就けるのはもったいないとして出馬に反対。ブレアの盟友であり、ライバルでもあるゴードン・ブラウンも、ここでブレアが副党首になれば、彼との差が広がってしまうとの理由から反対。辞任した党首・ニール・キノックもブレアの実力を認めてはいたものの、まだ早すぎると判断して反対した。
ブレアは本心では出馬を望んでいたが、スミスの「副党首には女性を望む」との一言が決定打となり、情勢はマーガレット・ベケットの優位に傾いた。結局、ブレアはこの副党首選挙には出馬せず、次の党首選挙で党首に就任する。
| 投票結果               | 投票結果 | 投票結果 |
| 候補者                 | 得票率   |          |
| ---------------------- | -------- | -------- |
| マーガレット・ベケット | 57.3%    |          |
| ジョン・プレスコット   | 28.1%    |          |
| ブライアン・グールド   | 14.6%    |          |

結果、マーガレット・ベケットが副党首に選ばれた。